# Старовойт, Фёдор Степанович
Фёдор Степанович Старовойт (1884—1968) — создатель проекта вертолёта, рабочий доменного цеха Таганрогского металлургического завода. 

## Биография
Родился в 1884 году в Области Войска Донского Российской империи, ныне Донбасс, Украина.
Рабочий доменного цеха Таганрогского металлургического завода Старовойт разработал в 1910 году проект и построил макет двухвинтового вертолёта продольной схемы с тянущим винтом, рулём поворота и тремя крыльями-«парашютами». Несущие винты были четырехлопастные, диаметром 450 мм. Крылья имели разные размеры (переднее 450x200, среднее 780x320, заднее 600x320 мм), угол установки их мог меняться, благодаря чему предполагалось обеспечивать продольное управление. Весил макет 20,5 кг, его общая длина — 1300 мм, высота — 620 мм. 
В 1911 году Фёдор Степанович Старовойт предложил проект Главному инженерному управлению. Предложение о постройке вертолёта не было поддержано.
Умер 7 мая 1968 года в Таганроге.